# Leptus sigthori
Leptus sigthori är en spindeldjursart som först beskrevs av Oudemans 1913.  Leptus sigthori ingår i släktet Leptus, och familjen Erythraeidae. Arten är reproducerande i Sverige.